# Caffè d'orzo

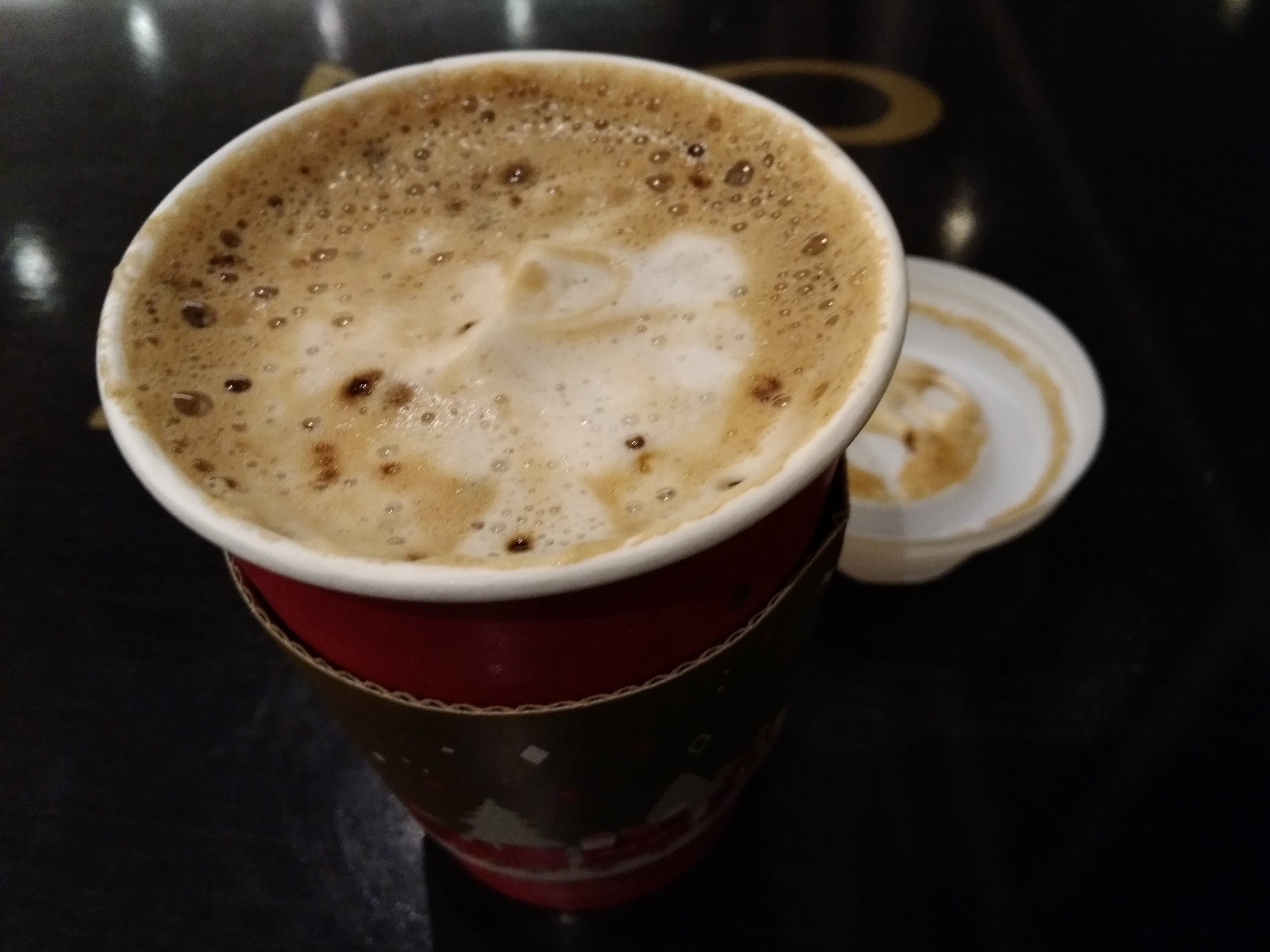
Orzo latte

Il caffè d'orzo, o bevanda d'orzo, è una bevanda calda prodotta a partire dall'orzo, generalmente essiccato o tostato e poi macinato, simile al caffè espresso ma priva di caffeina.

## Orzo solubile
L'orzo solubile (chiamato anche semplicemente orzo) è un surrogato del caffè senza caffeina, derivato appunto dall'orzo tostato.
In Italia fu ampiamente usato in passato quando non per tutti era economicamente accessibile il caffè, e in particolar modo quando questo divenne sempre più raro tra il 1936 ed il 1945 a causa dell'embargo imposto dalla Società delle Nazioni in seguito alla Guerra d'Etiopia.
Almeno nella versione italiana, esso ha colore molto simile al caffè di cui è surrogato; a seconda del tipo di lavorazione della polvere può essere semplicemente sciolto in acqua calda, preparato con la moka o come un caffè turco.
Non contenendo caffeina, può essere consumata anche da chi ha bisogno di limitare l'assunzione di questa sostanza. Il cereale possiede inoltre alcune caratteristiche salutari: svolge ad esempio una funzione antinfiammatoria.

## Infusi d'orzo e la "tisana d'Ippocrate"

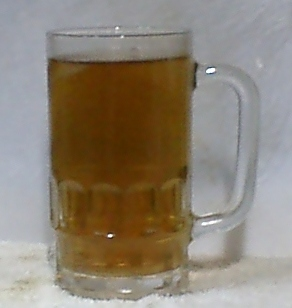
Mugicha giapponese

Quando l'orzo viene preparato per infusione (spesso col metodo della decozione dell'orzo), si ottiene una bevanda dal colore più simile al tè che al caffè. Questa bevanda è conosciuta fin dall'antichità, tanto che viene chiamata la "tisana d'Ippocrate", che lodò le proprietà di questo cereale.
In Giappone quest'infuso è chiamato mugicha, e generalmente è consumata in tutto l'estremo oriente, soprattutto in Corea.